# 周愚
周愚（1471年—？年），字以發，號鹤村，南直隶蘇州府昆山縣人，明朝政治人物。

## 生平
治《易經》，行一，由國子生中式甲子科（1504年）應天府鄉試第一百一名舉人，年三十八歲中式正德三年（1508年）戊辰科會試第一百四十一名，第二甲第一百十四名進士。历官刑部员外郎，正德十年五月考察以浮躁浅露降一级调外任，补任南阳府同知，十三年二月升雲南按察司佥事，十六年三月录云南十八寨平夷贼功，升俸一级。

## 家族
曾祖周珪。祖周仁，義官。父周瀛，義官。母朱氏，封太安人。慈侍下，弟鲁。